# Église de la Transfiguration-du-Sauveur d'Athènes (Kottákis)
Ne doit pas être confondue avec l'église de la Transfiguration-du-Sauveur, également à Athènes.
Pour les articles homonymes, voir Église de la Transfiguration.
L'église de la Transfiguration-du-Sauveur, en grec moderne : Ναός Μεταμορφώσεως του Σωτήρος (Κοττάκη), est également connue sous l’appellation Σώτειρα του Κοττάκη / Sótira tou Kottáki. C’est un édifice religieux d'origine byzantine situé dans le quartier athénien de Pláka. Remontant vraisemblablement à la seconde moitié du XIe siècle, le monument connut de profonds remaniements à partir du XIXe siècle. La fête paroissiale de cette église dédiée à la Transfiguration du Christ est célébrée le 6 août.

## Histoire
Initialement dédiée à la Vierge Rédemptrice (Παναγία Σώτειρα), l'église tire son épithète de la famille grecque Kottákis, à laquelle elle aurait appartenu,, peut-être au XVIIIe siècle. Elle fut sans doute érigée à l'emplacement d'une précédente église byzantine du VIe siècle.
L'édifice actuel est approximativement daté de la période méso-byzantine (el) (843–1204). Les archéologues grecs Panayótis Vokotópoulos et Charálambos Boúras (en) firent remonter le monument à la fin du Xe siècle, tandis qu'Andréas Xyngópoulos (el) opta pour l'hypothèse des XIe – XIIe siècles. Des travaux de restauration conduits en 2015 ont permis, sur la base des ressemblances architecturales avec d'autres églises athéniennes, de dater l'édifice de la seconde moitié du XIe siècle.
Le lieu aurait été endommagé en 1821 au cours du siège de l'Acropole et serait resté en ruine par la suite. Vers 1834 ou en 1847, il fut mis à disposition de la communauté russe d'Athènes jusqu'à la rénovation de l'église de la Sainte-Trinité en 1855,. À partir de 1840, vinrent s'ajouter les paroissiens de l'église voisine de la Panagía Kandíli. Cette dernière fut en effet détruite et ses matériaux furent utilisés pour ériger la cathédrale de l'Annonciation d'Athènes. Afin de faire face à l'afflux de fidèles, l'édifice fut considérablement agrandi par la communauté russe sur les côtés nord, sud et ouest entre 1834 et 1855. Une fois la communauté russe partie, le chantier fut poursuivi de 1956 à 1965. Ces travaux modifièrent le type architectural général du monument, du plan à croix inscrite originel à un plan basilical avec une nef à trois vaisseaux.
La façade occidentale fut à nouveau étendue et deux clochers vinrent encadrer l'entrée de l'église au début du XXe siècle, tandis qu'une nouvelle décoration peinte fut réalisée en 1931 et dans les années 1950 par Dimítrios Pelekásis (el),. L'enduit extérieur qui unifiait le monument fut toutefois retiré dans la partie byzantine orientale au cours d'une campagne de mise en valeur en 1939 et 1940.
Le poète Georges Séféris, qui habita au no 9 de la rue Kydathinéon, à proximité immédiate de l'église, s'y maria le 10 avril 1941 avec Maró Zánnou (el). C'est également en ces lieux que se tint la messe d'enterrement du poète le 22 septembre 1971,.

## Architecture
La maçonnerie de l'édifice byzantin primitif est en appareil cloisonné, alternant la pierre poreuse et la brique. Les absides du bêma ont une hauteur considérable par rapport aux dimensions de l'église. L'abside centrale présente une fenêtre à trois arcs et deux petites colonnes en marbre dont les chapiteaux sont ornés d'une rosette. Une frise dentelée court sur la partie byzantine de l'église à hauteur des fenêtres. Le dôme octogonal est caractéristique du « type athénien (el) », percé de huit fenêtres séparées par de fines colonnes et des voussures en marbre. Une statue en marbre de la période romaine a été utilisée comme remplois à la base septentrionale du dôme. 
À l'intérieur, les fresques originelles ont disparu, à l'exception d'une représentation d'une croix découverte en 2015 dans la chapelle de proscomidie, au nord de l'abside centrale,. Les quatre colonnes monolithiques de quatre mètres de haut qui soutiennent la coupole présentent trois chapiteaux corinthiens, alors que celui au nord-ouest date de la période byzantine primitive. Les fûts à l'est sont des remplois de l'époque romaine tandis que les pendants à l'ouest ont été remplacés en 1950 car ils fragilisaient l'équilibre statique du bâtiment. Ces deux colonnes substituées sont de nos jours en partie visibles sur le parvis de l'église.
Dans le petit jardin sur le parvis de l'église est conservée une fontaine en marbre du XVIIe siècle, ainsi que les bustes en laiton de Konstantínos Tsátsos et son épouse Ioánna Tsátsou.

## Galerie

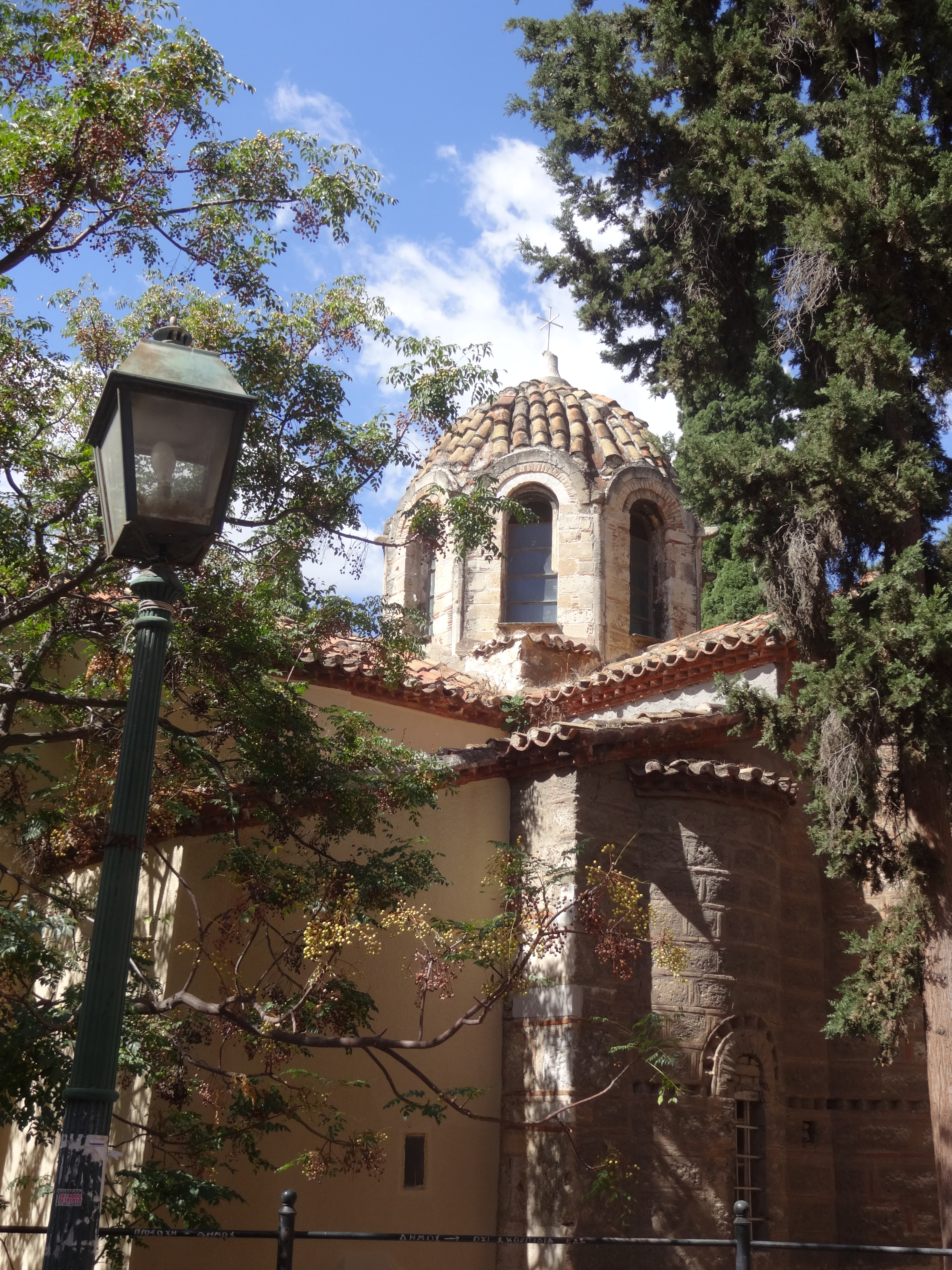
Vue depuis le sud-est.
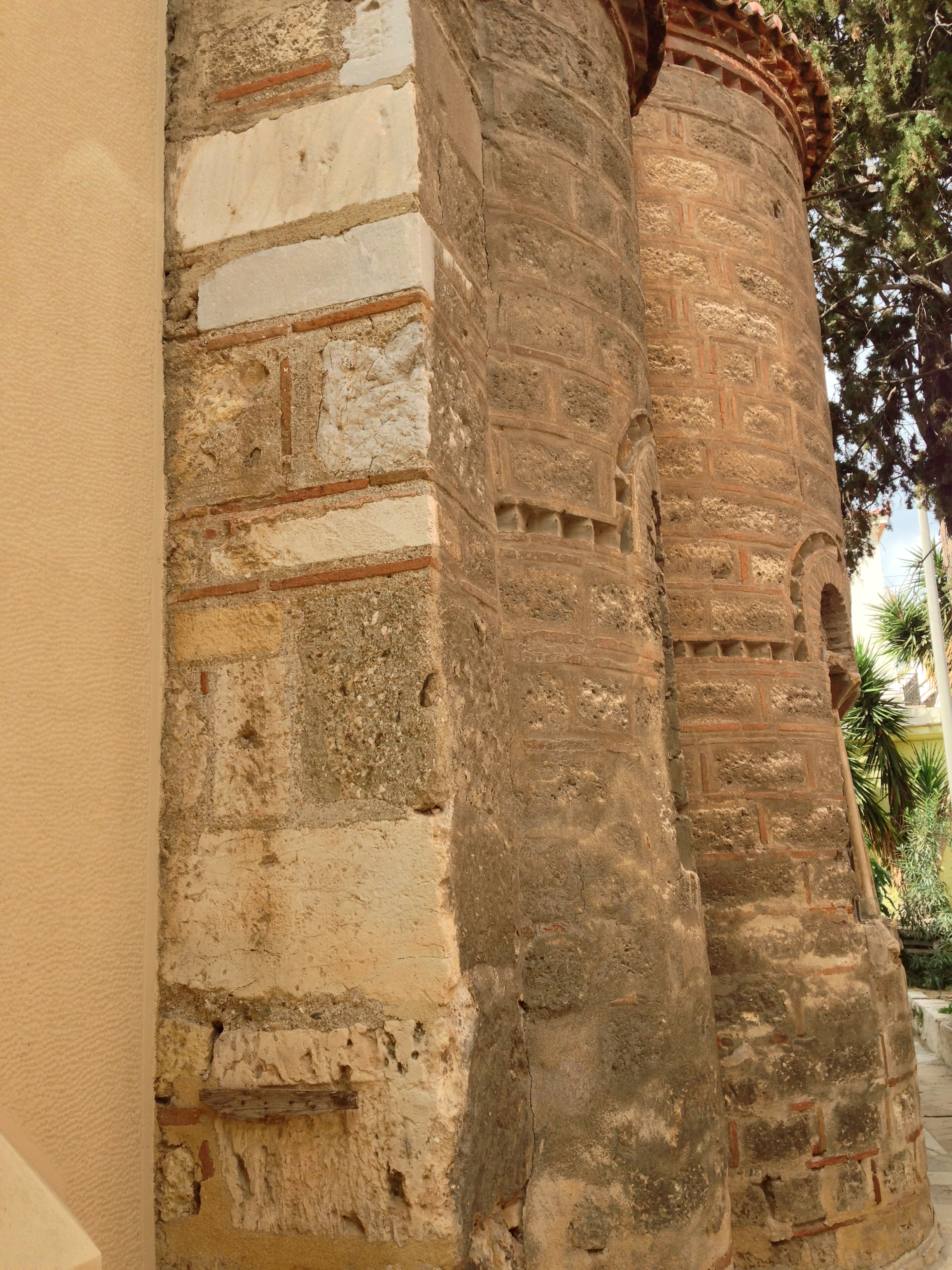
Différences de maçonnerie entre la partie moderne et byzantine.
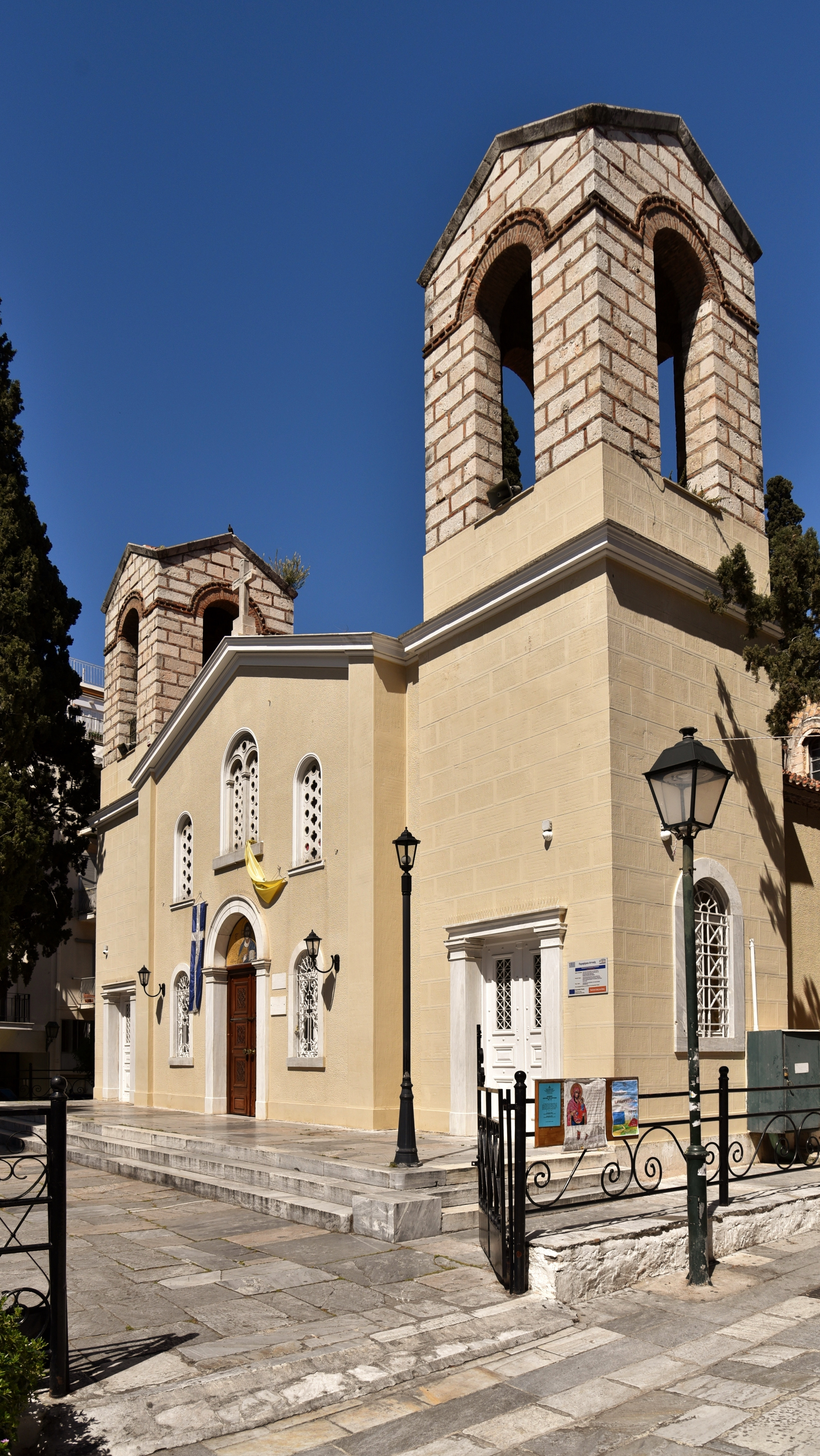
Vue depuis le sud-ouest
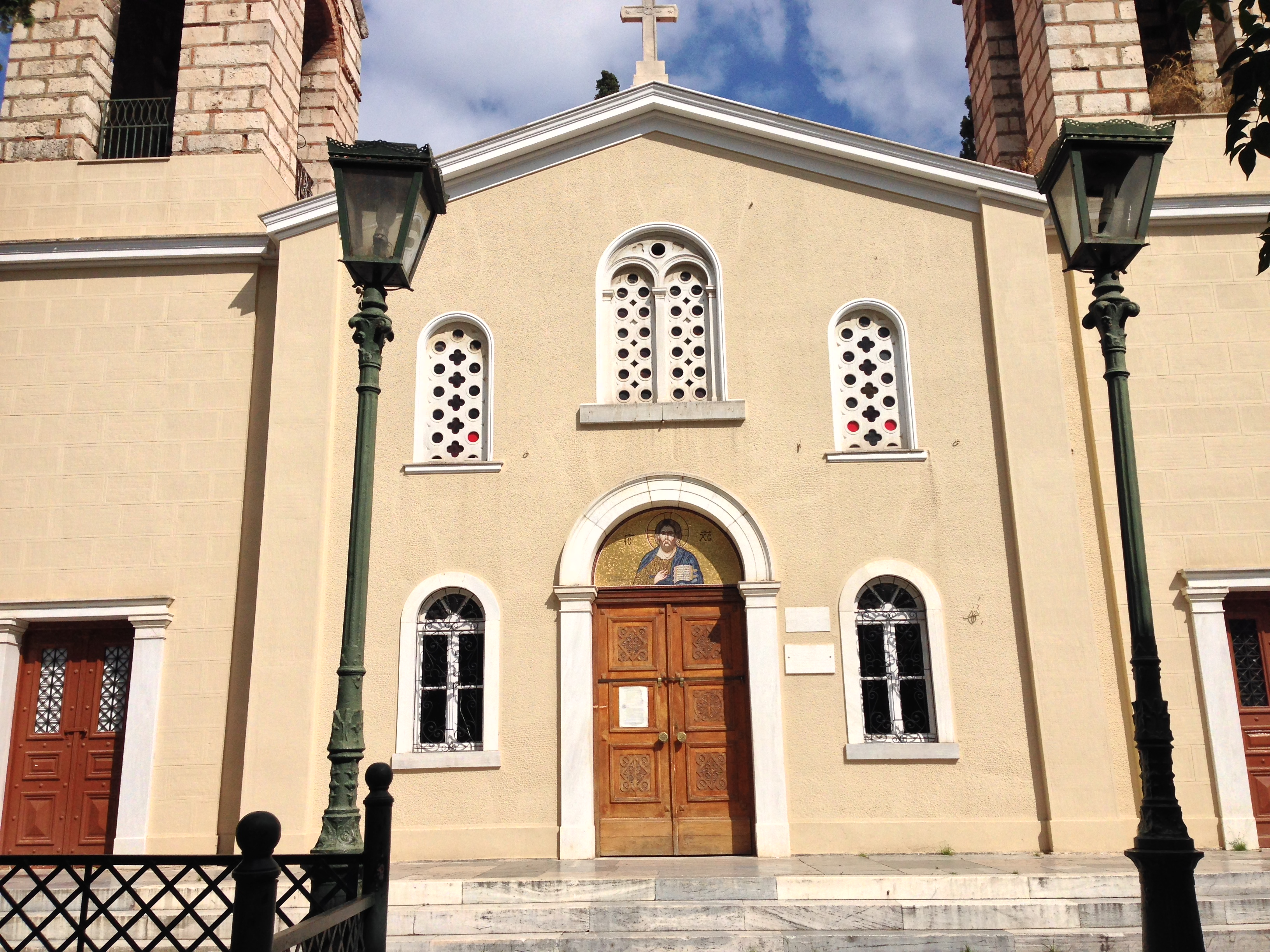
Façade principale moderne à l'ouest.
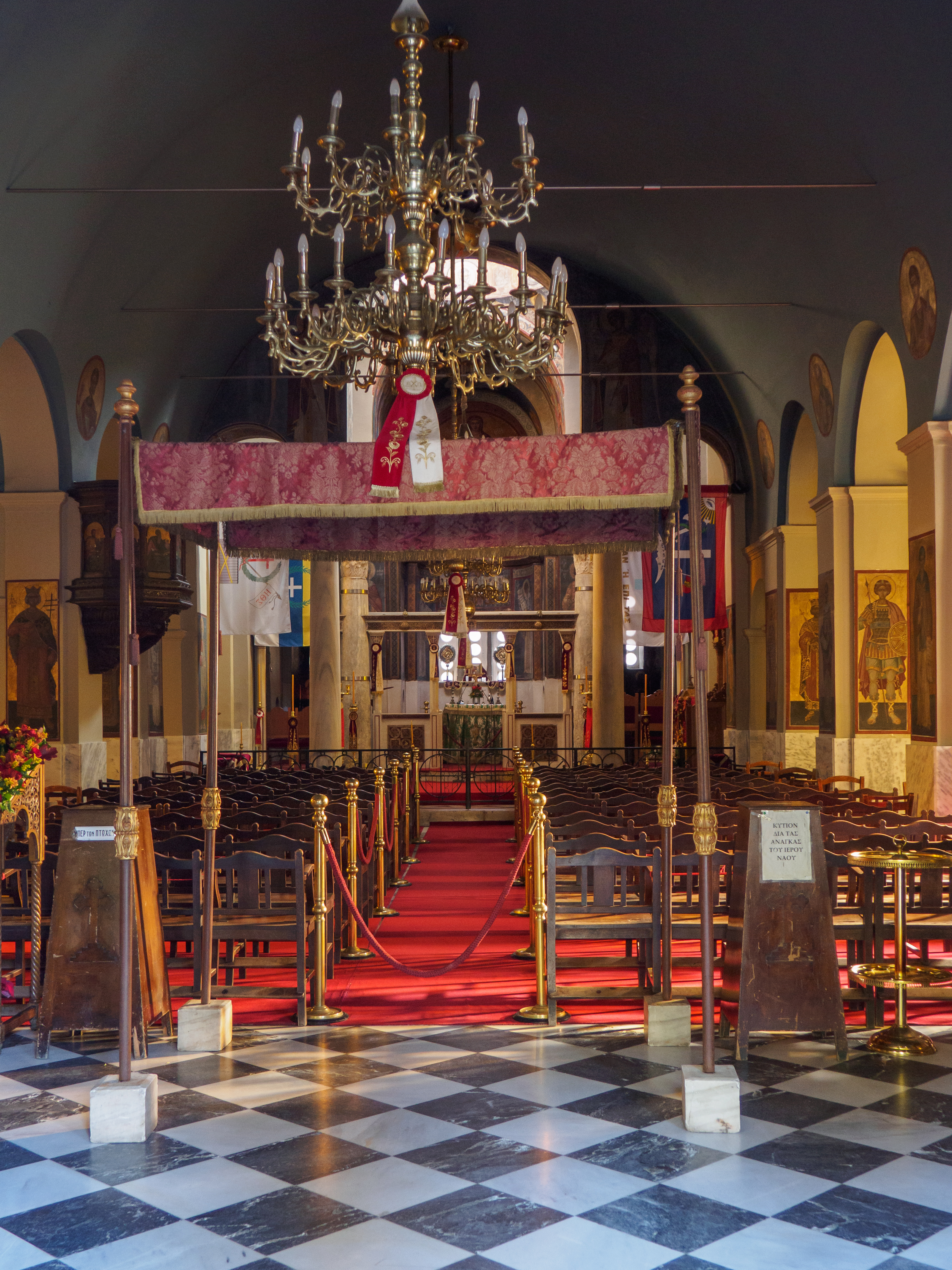
Vaisseau principal de la nef.
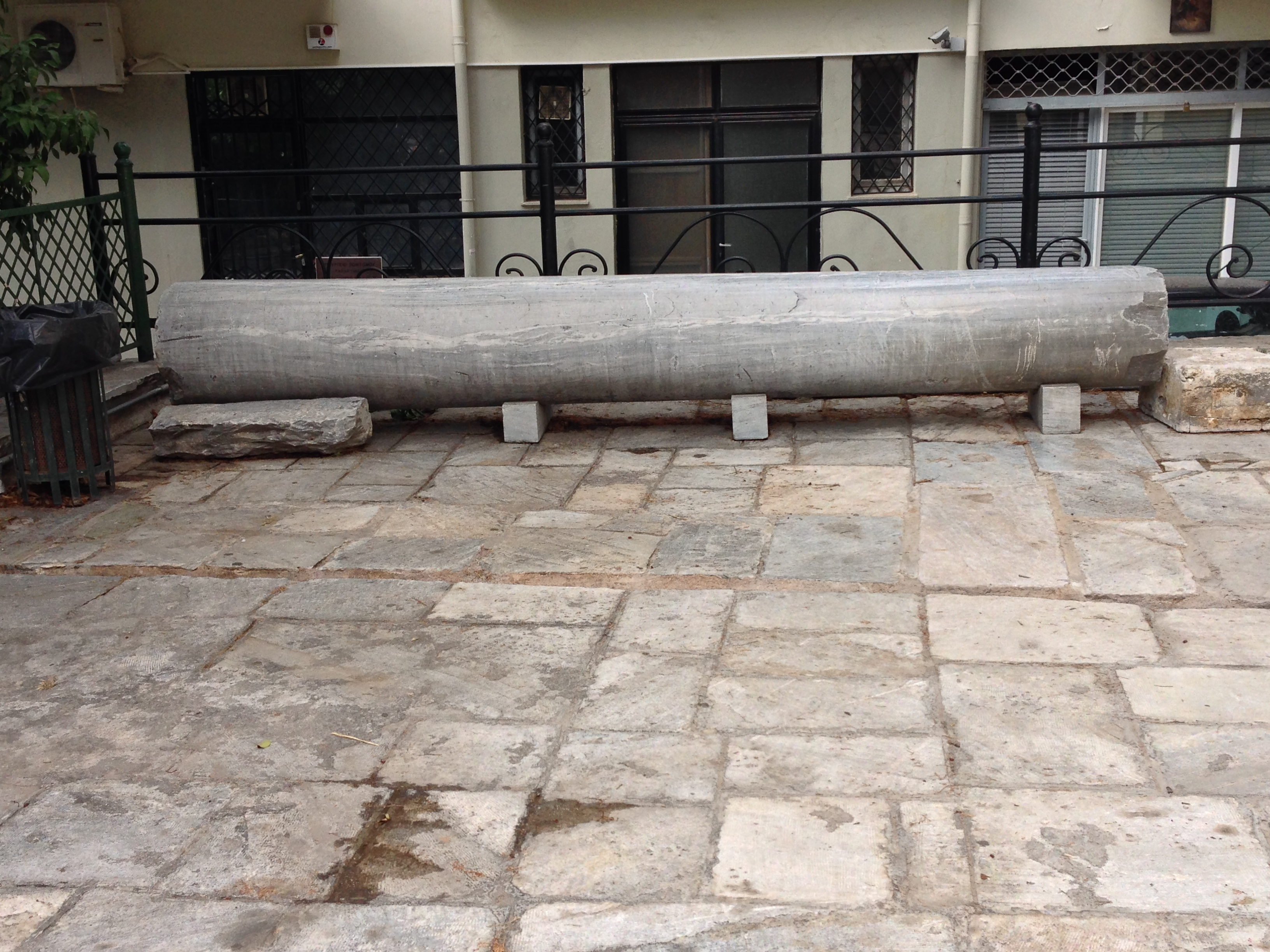
Colonne d'origine placée sur le parvis.